# Народное социальное движение
Народное социальное движение (болг. Народно социално движение, НСД) — болгарская крайне правая партия 1932—1944. Неофициально называлось Демократический сговор (Александр Цанков) или Цанковское движение. Выступало с национал-популистских и антикоммунистических позиций, ориентировалось на итальянский фашизм и германский национал-социализм. Являлось массовым движением, играло видную роль в болгарской политической жизни 1930-х.

## Популистский фашизм
Народное социальное движение было учреждено 15 мая 1932 по инициативе профессора-экономиста Александра Цанкова — активного участника июньского переворота и подавления Сентябрьского восстания 1923, премьер-министра Болгарии в 1923—1926, ведущего лидера болгарского фашизма. Ядро новой партии составили сторонники Цанкова в рядах правоцентристской партии Демократический сговор.
Идеология НСД основывалась на воззрениях Цанкова как крайне правого националиста, убеждённого антикоммуниста и бывшего социал-демократа. Отличительной чертой болгарского фашизма являлась приверженность Тырновской конституции.
Основные принципы НСД были изложены Цанковым 12 июня 1932 в программной речи «Наш путь». Цанков выступал за корпоративный союз труда и капитала, активное социальное регулирование со стороны государства, требовал широкого участия в политике «трудовых классов» — рабочих и крестьян. Такие лозунги были характерны для фашистского популизма. В то же время Цанков выдвинул идею кооперативной «экономической демократии» как основы общественной системы. Кроме того, отличительной чертой болгарского фашизма являлась приверженность относительно демократической Тырновской конституции. Первоначально цанковское движение настаивало на усилении роли государства, требовало расправы с коммунистами, но не ставило целью слом парламентской системы и полное уничтожение политических свобод. Популистские приоритеты создавали важную специфику болгарского фашизма.

## Организация и структура
Организационная структура НСД копировалась с итальянской фашистской партии и германской НСДАП. Была создана сеть массовых организаций, отлажена вертикальная аппаратная иерархия, сформирован руководящий круг во главе с верховным лидером — «чёрным профессором». Членами партии становились прежде всего представители городской мелкой буржуазии, свободных профессий, но также рабочие и крестьяне. Партия имела военизированную охранную службу, подобную сквадри и СА. Издавались газеты Демократически сговор, Нова България, Слово.
Опору НСД составляла сеть первичных ячеек, структурированных вокруг кооперативов, профсоюзных организаций (Союз национальных синдикатов), иных общественных ассоциаций, вплоть до городских клубов и деревенских читален. Это позволило партии в короткие сроки достичь почти 200-тысячного членского состава. К НСД примкнуло и правое крыло Болгарского земледельческого народного союза. Союзником НСД являлся Союз болгарских национальных легионов.

Интенсивное создание партийных подразделений — молодежной организации, профсоюзов, интеллектуальных приверженцев, мощный культ вождя, формирование службы безопасности, выступления за реформы в политической и экономической жизни, заявления об НСД как о единственной силе, способной вести страну, показывают существенное влияние национал-социалистической практики… Цанков и его сотрудники сумели построить массовую политическую организацию, эффективно функционирующую и выдвигавшую масштабную социальную программу. Авторитаризм и фашизм чётко вписывались в структуру и идеологию партии.

Николай Поппетров, болгарский историк

Лидером НСД все 12 лет существования партии был Александр Цанков. Видным идеологом являлся журналист Тодор Кожухаров, руководителем политического аппарата — юрист Христо Статев. Взаимодействие с правящей бюрократией и армейскими кругами обеспечивали генерал Иван Русев и полковник Христо Калфов. Финансирование партии осуществлял крупнейший табачный магнат Жак Асеов. По некоторым данным, к созданию охранной службы НСД имел отношение бывший адъютант Бориса III подполковник Сирко Станчев.

## Попытки взятия власти
В январе 1934 НСД довольно успешно выступило на муниципальных выборах, получив более 11 % голосов. Это пробудило серьёзные амбиции руководства. Цанков сделал ставку на немедленный захват власти. «Поход на Софию» (по образцу итальянских фашистов) планировался на 20 мая 1934. Однако акцию упредил 19 мая государственный переворот со стороны консервативно-этатистской группы «Звено», возглавляемой Кимоном Георгиевым (впоследствии министром коммунистического режима НРБ).
Правительство Георгиева запретило все политические партии, деятельность НСД в этот период велась полулегально. В партии произошёл раскол на оппозиционных радикалов во главе с Цанковым и группу сторонников «идей 19 мая» (генерал Русев, полковник Калфов). Эти противоречия отразили внутренний конфликт в НСД между популистами и этатистами.
После отставки Георгиева в январе 1935 возобновилась легальная деятельность партии во главе с Цанковым. Позиции НСД укрепились с назначением военным министром цанковского единомышленника генерала Лукова. В 1936 Цанков вновь запланировал захват власти, причём этот план был согласован с Берлином. Однако реализовать задуманное снова не удалось.

Если бы цанковцы сумели pассеять окружавшие их подозрения и неприязнь, они достигли бы успехов в своем продвижении к власти. Роковую, однако, pоль сыграли персональные качества лидера НСД… Основным фактором, подтолкнувшим к этому неправильному выводу была позиция военного министра Лукова, считавшего НСД болгарским аналогом НСДАП. Немецкие друзья поначалу дали добро на организацию уличных выступлений силами штурмовиков НСД при подстраховке Лукова.

В определенный момент к ставке на НСД склонился Борис III. Однако в последний момент осторожность и страх перед Цанковым взяли верх. Царь снова показал класс закулисной интриги… Введение в правительство двух представителей НСД уже не меняло ситуации — момент для пpopыва к власти был упущен. Последовавшая вскоре отставка Лукова исключила вариант уличной конфронтации… В Берлине без энтузиазма отнеслись к происшедшему, однако поддержали не тех, кто был им идеологически близок, а тех, кто pеально контpолировал положение.

## Война и поражение
В годы Второй мировой войны НСД практически утратило концептуальные отличия от германского нацизма. Цанковское движение однозначно поддерживало Третий рейх, выступало за отправку болгарских войск не только в Югославию и Грецию, но и на Восточный фронт (чего не допустил Борис III). Власти сознательно держали Цанкова на дистанции, опасаясь его популизма, диктаторских амбиций и демонстративной близости к гитлеровскому режиму.
Летом 1944 цанковцы готовили новый государственный переворот с целью установления пронацистского режима, подобного салашистскому в Венгрии. Однако вступление советских войск и приход к власти компартии резко изменили ситуацию. Александр Цанков покинул страну и возглавил прогерманское правительство в Вене. В состав коллаборационистского кабинета входил и Христо Статев.
Активисты НСД в Болгарии неудачно пытались организовать несколько заговоров против правительства Отечественного фронта. Структуры НСД были ликвидированы, партия запрещена, несколько видных лидеров — Тодор Кожухаров, Иван Русев, Христо Калфов — расстреляны 1 февраля 1945 по приговору «Народного суда».

## Традиция в современности
Политическая традиция Народного социального движения была продолжена в болгарской антикоммунистической эмиграции. Александр Цанков обосновался в Аргентине и не принимал активного участия в политике, но ряд деятелей НСД вступили в Болгарский национальный фронт (БНФ). В частности, Христо Статев конфликтовал за руководство с лидером БНФ Иваном Дочевым.
В современной болгарской политике принципы НСД заметны в позициях БНФ и в меньшей степени — партии «Атака».